# Circonscription de Melika Sedo
La circonscription de Melika Sedo est une des 177 circonscriptions législatives de l'État fédéré Oromia, elle se situe dans la Zone Borena. Son représentant actuel est Boyane Adusa Basaye.